# УД Лас Палмас
Вижте пояснителната страница за други значения на Лас Палмас.
Унион Депортива Лас Палмас (на испански: Unión Deportiva Las Palmas, S.A.D.) е испански футболен клуб от град Лас Палмас де Гран Канария, остров Гран Канария, Канарски острови който се състезава в Сегунда Дивисион. Основан е на 22 август 1949 г., домакинските си срещи играе на „Естадио Гран Канария“ с капацитет 31 250 седящи места.

## История
Лас Палмас е създаден на 22 август 1949 година след сливането на всичките пет клуба от острова: „Клуб Депортиво Гран Канария“, „Атлетико Клуб де Футбол“, „Реал Клуб Виктория“, „Аренас Клуб“ и „Марино Фотбал Клуб“.
Още в първия си сезон (1949 – 50) в Терсера дивисион завършва на второ място и се класира за второ ниво на испанския футбол. На следващата година финишира на трето място във втора дивизия, като печели за първи път промоция за Примера дивисион. По този начин Лас Палмас е първият испански клуб който постига последователни промоции в първите две години от съществуването си.
През сезон 1967 – 68 завършва на трето място след „грандовете“ Реал Мадрид и Барселона, а клубния стадиона е избран сред четирите домакини на Европейското първенство по футбол през 1968 г.. На следващата година става вицешампион. През 1973 г. под ръководството на Мигел Муньос достига първия си финал за Купата на Краля. На 19 април излиза в спор за трофея на Сантяго Бернабеу, но губи от Барселона с 1:3.

## Успехи
- Примера Дивисион
  -  Вицешампион (1): 1968/69
  -  Бронзов медал (1): 1967/68
- Сегунда Дивисион:
  -  Шампион (4): 1953/54, 1963/64, 1984/85, 1999/2000
- Купа на Краля
  -  Финалист (1): 1977/78

## Известни бивши футболисти
- Йордан Боздански
- Роберт Ярни
- Мигел Бриндизи
- Марко Хабер
- Хуан Валерон
- Рубен Кастро

## Български футболисти
- Йордан Боздански: 1992/93 - (9 мача - 1 гол)
- Спас Делев: 2013 - (6 мача - 0 гола)

## Бивши треньори
- Мигел Муньос
- Мигел Бриндизи
- Иняки Саес